# Ushahidi

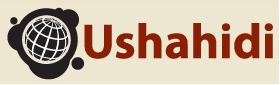
Logo Ushahidi

Ushahidi ("testimonio" o "testigo" en suajili) es una plataforma de Internet que permite mapear información vital en zonas de catástrofe o de conflicto. Ushahidi fue creado en Kenia para recibir denuncias de violencia durante la crisis postelectoral a principios de 2008. Desde entonces, se han organizado proyectos similares en Gaza, República Democrática del Congo y África del Sur. El software ha sido también utilizado para monitorear elecciones en la India y en México, rastrear el virus de influenza H1N1 y apoyar los esfuerzos humanitarios después del terremoto de Haití de 2010, el seísmo de Chile del mismo año, la crisis de Libia de 2011 (que apoyó las acciones de protección a civiles del Consejo de seguridad de la Organización de las Naciones Unidas) y las inundaciones que afectaron a Colombia entre 2010 y 2012. 
Ushahidi combina activismo social, periodismo ciudadano y nuevas tecnologías de información geoespacial. Se basa en el concepto de crowdsourcing, un modelo de colaboración masiva basada en el voluntariado.
El software es de código abierto y puede ser libremente adaptado. Ushahidi fue galardonado como Mejor Weblog 2010 por los Premios BOBs (The Best of The Blogs), la competición internacional de la blogosfera mundial convocada cada año por Deutsche Welle.

## Componentes
Ushahidi proporciona una herramienta cartográfica interactiva que permite informar de manera anónima sobre violencia, catástrofes y otros problemas, y al mismo tiempo crear un archivo temporal y geoespacial de los acontecimientos. Como lo explicó Víctor Miclovich, miembro del equipo de Ushahidi, es “una plataforma en la que el usuario genera el contenido". Ciudadanos pueden enviar información mediante SMS, correo electrónico, Twitter o un formulario incorporado en la página web. Sin embargo, el teléfono móvil es un componente central de la plataforma, facilitando la colaboración y difusión de información en sitios donde existe una penetración baja de Internet.
Después, la información es geocodificada y visualizada a través de OpenLayers, una biblioteca JavaScript para cargar mapas de Google Maps, Bing Maps y OpenStreetMap. El sistema cuenta con una herramienta llamada Swiftriver, que filtra y verifica en tiempo real el diluvio de información generada en línea, para ubicar la información más valiosa y descartar los duplicados que llegan por distintos canales. Los datos filtrados además son revisados y calificados por voluntarios antes de que aparezcan en el mapa.

## Historia

### Comienzos en Kenia
Ushahidi fue creado durante la crisis en Kenia en enero de 2008 por varios blogueros y programadores informáticos, quienes desarrollaron el sitio por un bajo precio, y lo pusieron en línea después de unos días. El país vivió el peor episodio de violencia desde su independencia, después de que la oposición acusara al presidente, Mwai Kibaki, de haber manipulado las elecciones presidenciales de diciembre anterior para seguir en el poder. Ushahidi recogió información sobre ataques de milicias o violencia policial a través de mensajes de teléfono móvil y correos electrónicos y la visualizó en un mapa, mostrando la evolución de la crisis en tiempo real.

### Usos posteriores a la crisis de Kenia
Después de su creación en Kenia, el software de Ushahidi fue aplicado y adaptado para varios proyectos en distintos lugares del mundo; entre otros, se utilizó para mapear incidentes violentos contra inmigrantes en África del Sur, violaciones de derechos humanos en el este de la República Democrática del Congo, para recoger testimonios durante la guerra de 2008-2009 de Gaza, y para monitorear elecciones en México la India Colombia Brasil Bolivia y Venezuela. En el Simulacro Internacional de Emergencias en Bogotá en 2009, el equipo de OCHA Naciones Unidas estudió sus posibles usos durante una emergencia de gran magnitud, y desarrolló algunas funcionalidades y protocolos que luego serían de utilidad en estas situaciones.
Además, la aplicación se ha utilizado para rastrear el virus de influenza H1N1 y proyectos de conservación de la vida silvestre en parques naturales en Kenia.
También se usó en Washington D. C. después de un temporal de nieve, donde el diario Washington Post participó en la construcción de un sitio para detectar calles bloqueadas, así como la ubicación de raquetas y barredoras de nieve.

### Terremotos en 2010
Debido al terremoto de Haití de 2010, Ushahidi creó una plataforma Ushahidi Haiti para apoyar a la asistencia humanitaria. A través del código corto de SMS 4636, Twitter y reportes sometidos por la página Internet, Ushahidi recogió información sobre situaciones de urgencia, personas atrapadas, refugios y centros de salud. Más de 300 voluntarios, principalmente de la diáspora haitiana, tradujeron los reportes y los localizaron en el mapa, poniéndolos a la disposición de organizaciones de asistencia humanitaria como las Naciones Unidas, la Cruz Roja y FEMA (la Agencia Federal para el Manejo de Emergencias del gobierno de Estados Unidos).
Un mes después, Ushahidi puso en marcha una plataforma similar en respuesta al terremoto de Chile de 2010. Ha servido también para apoyar al Equipo Humanitario de País en Colombia para monitorear la crisis invernal que azotó esa república entre 2010 y 2011.

### La crisis Libia
En 2011, y a raíz de los sucesos de la Primavera Árabe, la situación humanitaria en Libia se vio deteriorada. Los organismos internacionales de ayuda humanitaria se vieron en dificultades para proteger y asistir a los afectados por el conflicto, pues el régimen de Muamar el Gadafi tenía de su lado a los medios de comunicación, y además los organismos internacionales habían sido obligados a evacuar. En este marco la Oficina de las Naciones Unidas para la Coordinación de Asuntos Humanitarios OCHA con sede en Ginebra, solicitó apoyo al grupo de voluntarios (ahora llamado Stand By Task Force), quienes habían apoyado las crisis anteriores. Este grupo montó el proyecto Libya Crisis Map que permitió la georeferenciación de los diferentes eventos que afectaban la seguridad del pueblo libio. Posteriormente el equipo colombiano coordinó las acciones de los voluntarios durante esta activación, y este ejercicio se convirtió en un hito para esta herramienta, toda vez que ha sido el de mayor impacto, junto con el de Haití.

### Conocimiento colaborativo en Agricultura
En 2011 en Argentina se desarrolló, bajo la plataforma Crowdmap de Ushahidi, un sitio denominado Agrotestigo donde los agricultores pueden compartir sus experiencias de campo en el uso de nuevas o mejores tecnologías y además pueden compartir información en lo relativo a alertas de plagas, malezas y enfermedades en cultivos.

### Inundaciones en Tabasco
En 2020 en Tabasco se utiliza en sitio de reportes en afectaciones Fuerza Tabasco bajo la plataforma de Ushahidi durante las Inundaciones del sureste de México de 2020.